# Matthias Zahlbaum
Matthias Zahlbaum (* 1959 in Ost-Berlin) ist ein deutscher Schauspieler.

## Leben
Matthias Zahlbaum machte zunächst eine Ausbildung zum Bühnentischler. Von 1981 bis 1985 studierte er an der Hochschule für Schauspielkunst „Ernst Busch“ Berlin und hatte Engagements am Berliner Ensemble und dem Deutschen Theater. Weitere Stationen seiner Bühnenlaufbahn sind und waren insbesondere das Theater am Kurfürstendamm und das Theater 89. Von 2012 bis 2014 spielte er bei den Jedermann-Inszenierungen im Berliner Dom jeweils die Rolle des Guten Gesellen.
Erste Aufgaben vor der Kamera hatte Zahlbaum noch beim Fernsehen der DDR in zwei Folgen der Reihe Polizeiruf 110. Seit 1990 sah man ihn häufig als Gastdarsteller in zahlreichen Serien. Wiederkehrende Charaktere stellte er dabei in den Serien girl friends – Freundschaft mit Herz, Zwei Männer am Herd und Schloss Einstein dar.
Daneben arbeitete Zahlbaum auch als Hörspielsprecher in einigen Produktionen des Rundfunks des DDR und in der Synchronisation. Er lebt in Berlin.

## Filmografie (Auswahl)
- 1988: Hannes
- 1989: Polizeiruf 110 – Variante Tramper
- 1990: Polizeiruf 110 – Zahltag
- 1991: Feuerwache 09
- 1993: Wolffs Revier – Ein schmutziger Job
- 1995: Frauenarzt Dr. Markus Merthin – Urlaub
- 1995: Guten Morgen, Mallorca
- 1995–2002: Für alle Fälle Stefanie (4 Folgen)
- 1996–1997: girl friends – Freundschaft mit Herz (10 Folgen als Zoltan Landauer)
- 1997: Der Kapitän – Die letzte Fahrt der MS Cartagena
- 1997: Wilde Zeiten
- 1998: Alarm für Cobra 11 – Die Autobahnpolizei – Die letzte Chance
- 1999: Unser Charly – Verschüttet
- 1999–2001: Zwei Männer am Herd (14 Folgen als Dr. Markus Uhlig)
- 2001: Die Rose von Kerrymore
- 2001: Marga Engel schlägt zurück
- 2001: Die Meute der Erben
- 2001: Die Sonnenlanze
- 2002: In aller Freundschaft – Spiel mit dem Feuer
- 2002: Schloßhotel Orth – Jeans und Abendkleid
- 2003: Kunden und andere Katastrophen
- 2003–2005: Schloss Einstein (19 Folgen als Henry Bauer)
- 2004: Küstenwache – Hoher Einsatz
- 2005: Die Wache – Unter Verdacht
- 2005: Der Bergdoktor – Letzte Chance
- 2006: Familie Dr. Kleist – Am Abgrund
- 2006: SOKO Wismar – Skatbrüder
- 2007: Ein starkes Team – Stumme Wut
- 2009: Rosa Roth – Das Mädchen aus Sumy
- 2012: Klinik am Alex – Verführungen

## Hörspiele
- 1987: Unterwegs – Autoren: Viktor Rosow und Inge Müller – Regie: Rainer Schwarz
- 1989: Tonda, der Spinner? – Autor: Pavel Frybort – Regie. Rainer Schwarz
- 1989: Das hässliche junge Entlein – Autor: Hans Christian Andersen – Regie: Manfred Täubert
- 1990: Tom Sawyers Abenteuer – Autor: Mark Twain – Regie: Christa Kowalski